# Tollygunge
Tollygunge es un área en el sur de Calcuta limitada en el norte por el Eastern Railway, por Lake Gardens y Golf Green en el oeste, por Pashchim y  Purba Putiaries en el sur y por Behala en el oeste. El nombre deriva de Mayor William Tolly, ingeniero del canal de Adi Ganga. Tollywood, el centro de la industria del cine de Bengala Occidental,  está situado en Tollygunge.

## Escuelas
- Calcutta Institute of Engineering and Management
- NSHM Business School
- Nava Nalanda High School
- Sir Nripendranath Institution
- Gangapuri Siksha Sadan
- Naktala High School
- Swami Pranabananda Vidyapith
- G.D. Birla Centre for Education
- Shri Ritam Vidyapith
- Chatterjee Institute For Education
- The Assembly of God Church School
- Miranda High School
- B.D. Memorial Institute
- Narmada High School
- Brajamohan Tewary Institution
- Mansur Habibullah Memorial School
- Rajendra Nath Vidya Bhawan
- Kalidhan institution
- Ashoke Nagar Boys High School
- Milan Garh Girls High School
- The Future Foundation School

## Residentes
- A. C. Bhaktivedanta Swami Prabhupada, fundador de ISKCON
- Utpal Dutt, actor del cine